# Conseil de la vallée du Clarence
Pour les articles homonymes, voir Clarence.
Le conseil de la vallée du Clarence (en anglais : Clarence Valley Council) est une zone d'administration locale située dans l'État de Nouvelle-Galles du Sud en Australie. Son chef-lieu est Grafton.

## Géographie
La zone s'étend sur 10 441 km2 dans la région de la Côte Nord au nord-est de la Nouvelle-Galles du Sud. Elle possède à l'est une façade maritime d'environ 80 km du nord au sud sur l'océan Pacifique.
Elle est traversée par la Pacific Highway, la Gwydir Highway et la North Coast railway. Elle abrite les parties aval des rivières Clarence et Nymbodia. 
Elle comprend les villes de Grafton, Maclean et Yamba, ainsi que les localités de Coutts Crossing, Glenreagh, Illuka, Junction Hill et Ulmarra.

## Histoire
Le conseil est créé en février 2004 par la fusion de la ville de Grafton et du comté de Maclean ainsi que d'une partie des zones de gouvernement local de Copmanhurst, Pristine Waters et de la vallée de la Richmond.

## Démographie
La population s'élevait à 49 665 habitants en 2011 et à 50 671 habitants en 2016.

## Politique et administration
Le comté est administré par un conseil de neuf membres élus pour un mandat de quatre ans, qui à leur tour élisent le maire pour deux ans. À la suite des élections du 4 décembre 2021, le conseil est formé de huit indépendants et un vert.

### Liste des maires
| Période         | Période      | Identité    | Étiquette   | Qualité |
| --------------- | ------------ | ----------- | ----------- | ------- |
| septembre 2016  | janvier 2022 | Jim Simmons | Indépendant |         |
| 11 janvier 2022 | en fonction  | Ian Tiley   | Indépendant |         |